# Auslikon

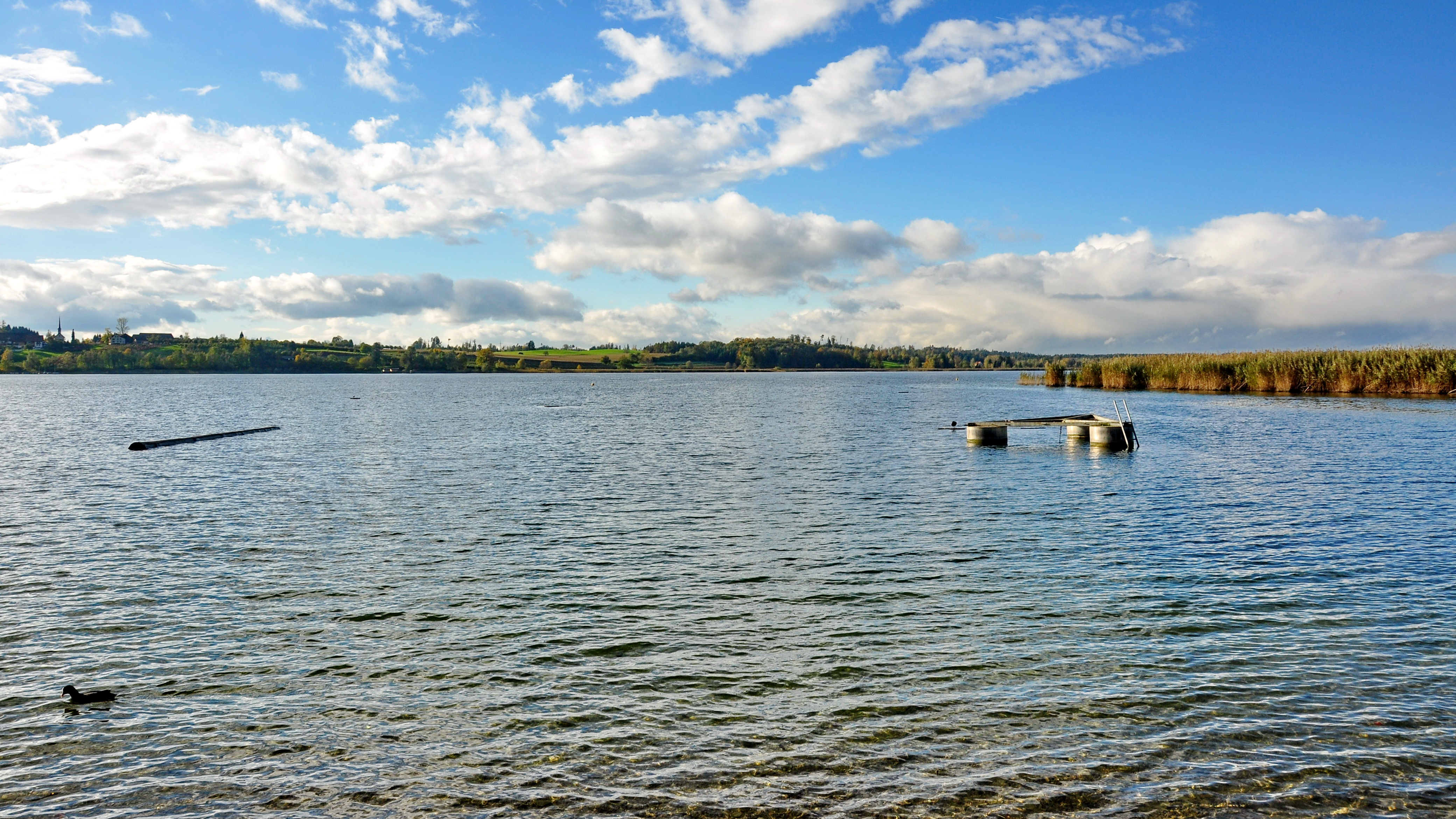
Der Pfäffikersee beim Strandbad

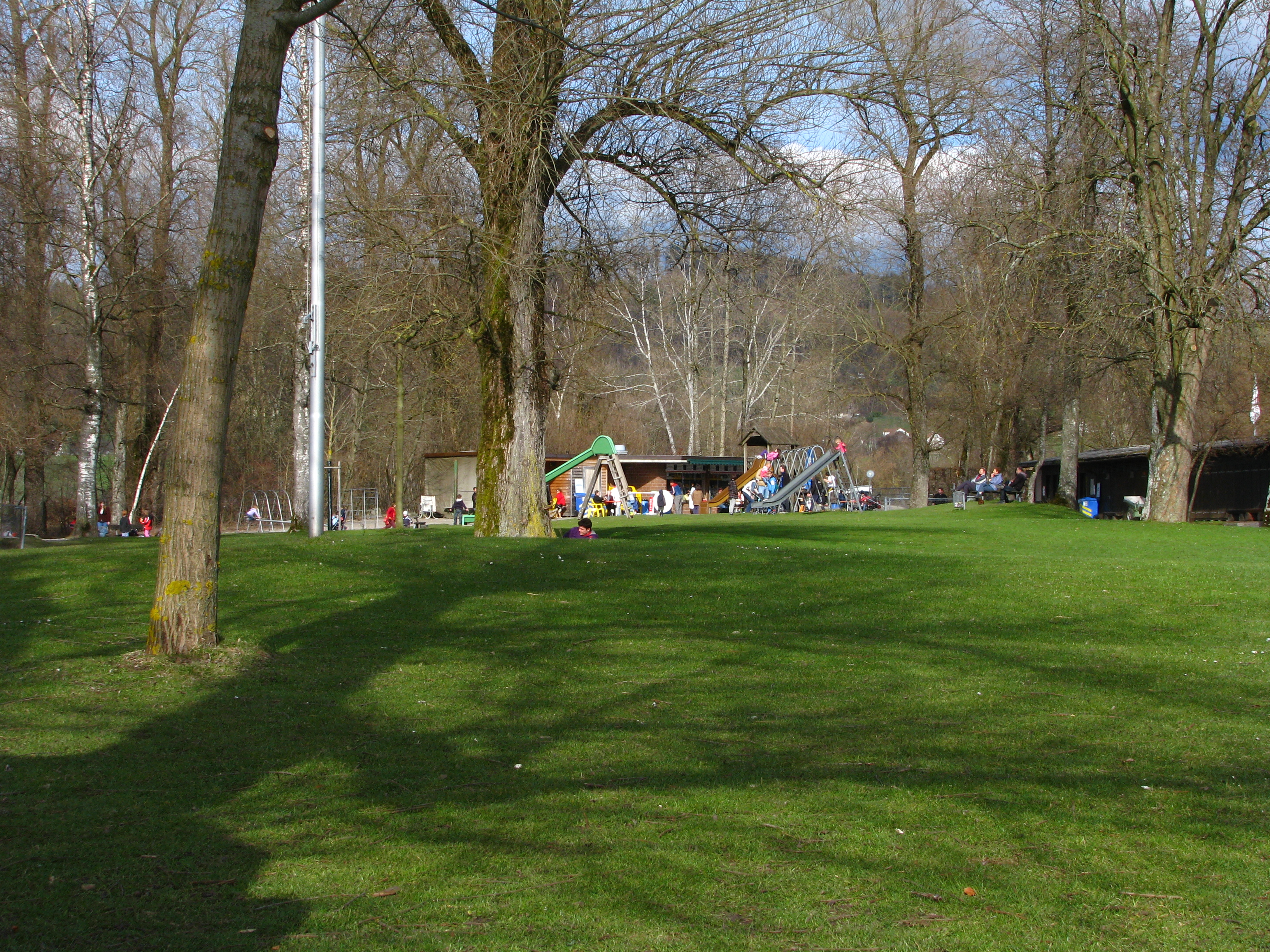
Das Strandbad Auslikon

Auslikon (etwa: bei den Höfen des Ansilo) bezeichnet das Gebiet am Pfäffikersee im Zürcher Oberland. Die Aussenwacht Auslikon gehört politisch zur Gemeinde Pfäffikon ZH.

## Geschichte
Es war bis 1300 Besitz der Grafen von Rapperswil, von denen es als Teil der Vogtei Greifensee an die Herren von Landenberg überging. Unter ihnen wurde Auslikon um 1310 erstmals genannt. Die Vogtei wurde im Jahr 1369 an die Grafen von Toggenburg und im Jahr 1402 an Zürich  verkauft, das die Herrschaft bis zum Umsturz im Jahr 1798 ausübte.
Im Jahr 1811 erhielt Auslikon ein eigenes Schulhaus. Seit 1928 sind die übrigen Zivilgemeinden Auslikon, Ober- und Unterbalm der politischen Gemeinde Pfäffikon ZH angeschlossen. Das Dorf war Wirkungsort des bedeutenden Landschaftsmalers Arnold Brunner (* 1909; † 1972), der vor allem das Zürcher Oberland in zahlreichen Werken geschildert hat. Der Regierungsrat stellte die Riedlandschaft am Pfäffikersee unter Naturschutz.

## Geographie

Historisches Luftbild von Werner Friedli (1946)

Auslikon liegt zwischen Pfäffikon ZH und Kempten ZH am rechten Ufer des Pfäffikersees.

## Sehenswürdigkeiten
- Strandbad Auslikon, gelegen inmitten des Naturschutzgebietes am Pfäffikersee.

## Immobilienpreise
Die Immobilienpreise in Auslikon sind rasant gestiegen. Das Bauland ist rar. Entscheidend ist auch das unverbaubare Naturschutzgebiet, welches eine einzigartige Aussicht bietet. Diese Seltenheit hat auch ihren Preis. Auslikon und damit die Gemeinde Pfäffikon ZH nimmt den Spitzenplatz im ganzen Zürcher Oberland ein.

## Persönlichkeiten
- Rita Fuhrer (* 1953), ehemalige Regierungsrätin (SVP), wohnt in Auslikon